# Жовте море

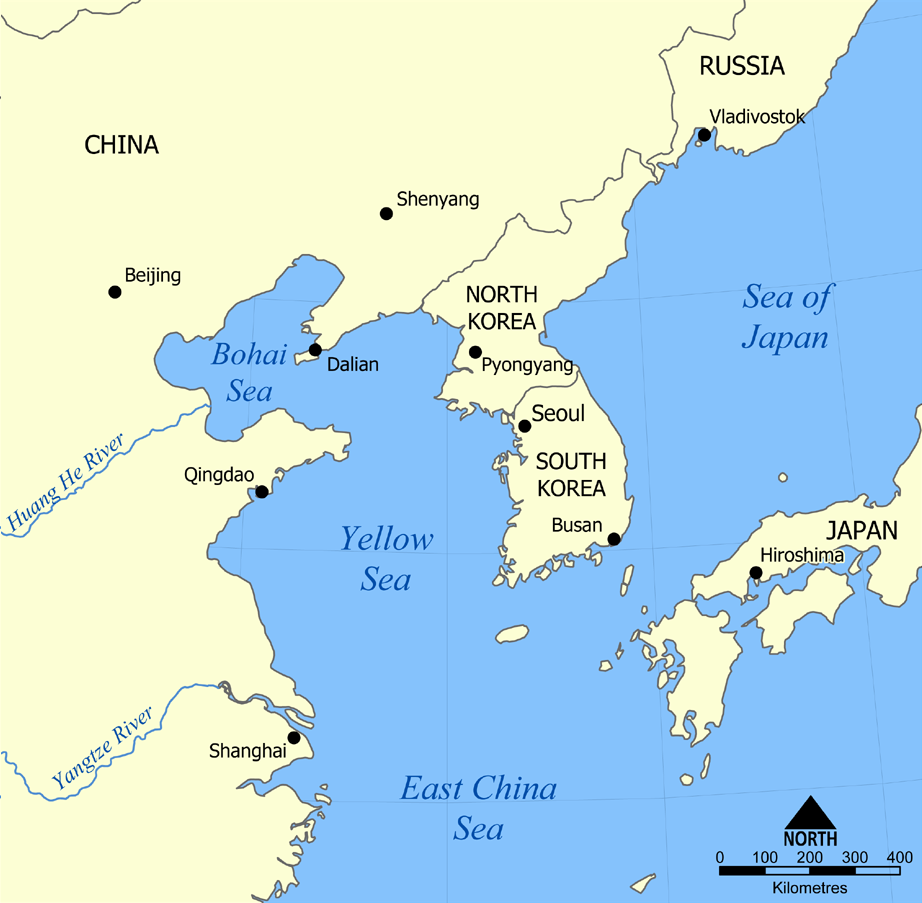

Жовте море (кит.: 黄海 — Гуангай; кор. 황해 —Гванге, англ. Yellow Sea) — напівзамкнене окраїнне море у західній частині Тихого океану між Китаєм і Корейським півостровом.

## Межі моря
Міжнародна гідрографічна організація визначає межі Жовтого моря так: Жовте море відокремлене від Японського моря лінією від південного краю півострова Хенам у провінції Південна Чолла до острова Чеджу і відокремлене від Східнокитайського моря лінією від західного краю острова Чеджу до гирла річки Янцзи.

## Загальний опис
Води моря омивають береги трьох держав Східної Азії — Китаю, КНДР та Південної Кореї. За даними Енциклопедії Британніка довжина моря з півночі на південь складає близько 960 км і близько 700 км — зі сходу на захід. Площа — 416 тис. км²; середній об'єм води — 16 тис. км³; середня глибина — 38 м; найбільша глибина 106 м. Глибини рівномірно збільшуються із півночі на південь до 84—92 м, на крайньому південному сході — до 106 м. Ґрунт — мул і пісок.
Розташовано в межах вирівняної мілководої частини материкової мілини. На півдні межує зі Східнокитайським морем по лінії південно-західний край Кореї — острів Чеджу — берег материка на північ від гирла р. Янцзи (Чанцзян). Назва походить від частинок піску, що виносить Хуанхе.
Припливи переважають неправильні півдобові; величина припливу біля берегів Китаю дорівнює 1—3 м, біля берегів Кореї — 4—8 м. Береги на півночі й заході переважно низькі, на сході — високі, скелясті, сильно порізані. Великі затоки: Ляодунська, Бохайвань та Західнокорейська, що з'єднуються з морем протоками Бохай, Лаотешань та Західно-Корейською. 
Острови: Анмадо, Пенньондо, Теебудо, Токчок, Гагеодо, Канхва, Хайдо, Хиксан, Хондо, Чеджу, Чиндо, Мууїдо, Сідо, Сільмідо, Сіндо, Вандо, Йонджондо, Йонпхьондо (усі в Південній Кореї).
Розвинене рибальство.

## Клімат
Акваторія моря лежить у субтропічному кліматичному поясі (зона мусонів), північна частина — у помірному мусонному. Влітку переважають тропічні повітряні маси, взимку — помірні. Значні сезонні амплітуди температури повітря і розподілу атмосферних опадів. Сезон дощів припадає на літній період, взимку можливі снігопади. На півночі панують помірні повітряні маси з мусонною сезонною циркуляцією. Значні сезонні коливання температури повітря. Вологе дощове літо з туманами і суха прохолодна зима.
Клімат помірний, мусонний. Взимку переважають холодні і сухі вітри із північного заходу, влітку — теплі та вологі з південного сходу. З червня по жовтень часті тропічні урагани (тайфуни). Середня температура повітря в січні від –10 °C на півночі до 3 °C на півдні, у липні 23—26 °C. Середня річна кількість опадів від 600 мм на півночі до 1000 мм на півдні з максимумом влітку. Поверхневі течії утворюють циклональний круговорот, який складається з теплої течії на сході, що поступає зі Східнокитайського моря, і холодної течії на заході, що йде з північно-західної частини моря. Швидкість течії 1—4 км/год. температура води в лютому на північному заході нижче 0 °C, на півдні від 6 °C до 8 °C; у серпні від 24 °C на півночі до 28 °C на півдні. Соленість змінюється від 30 ‰ і менш на північному заході до 33—34 ‰ на південному сході; поблизу гирл річок зменшується до 26‰ і нижче. У дна, на глибині 30—50 м, температура від 6 до 7 °C, солоність 32,5 ‰. У листопаді на південному заході утворюється крига, яка тримається до березня. Колір води міняється від зеленувато-жовтого до зеленувато-блакитного. Прозорість на південному заході до 10 м, на півдні до 45 м.

## Біологія
Акваторія моря утворює окремий однойменний морський екорегіон бореальної тихоокеанської зоогеографічної провінції. У зоогеографічному відношенні донна фауна континентального шельфу й острівних мілин до глибини 200 м належить до північної субтропічної зони.

### Флора і фауна
Море багате водоростями (переважно ламінаріями, серед яких переважає Saccharina japonica), головоногими, ракоподібними, молюсками та особливо синьо-зеленими водоростями, які цвітуть влітку і вносять свій внесок у колір води. Наприклад, тільки в Китаї вилов морських водоростей у цьому районі 1979 року досяг 1,5 мільйона тонн. Загальна чисельність видів морської флори і фауни збільшується на південь і вказує на високу продуктивність моря. Кілька нових для науки видів бичків були недавно виявлені в Жовтому морі.
Південна частина Жовтого моря, включаючи усе західне узбережжя Кореї, містить смугу припливних мілин шириною 10 км, загальна площа якої становить 2850 км², а глибина — від 4 до 10 м. Ці мілини складаються з високопродуктивних відкладень із багатою донною фауною і мають велике значення для мігруючих куликів. Дослідження показують, що цей район є найважливішим для перелітніх птахів при міграції на північ, його використовують, як мінімум, два мільйони птахів, і близько половини з них використовують його і для міграції на південь.
Біорізноманіття океанічної мегафауни, як-от морські ссавці, морські черепахи і велика риба, в наш час різко скоротилося не тільки через забруднення, але і за рахунок полювання, та, у першу чергу, японського китобійного промислу.

## Впадають річки
- Хуанхе,
- Ялуцзян
- Хайхе
- Ляохе

## Порти
- Ціндао
- Тяньцзінь
- Талянь
- Нампхо
- Інчхон
- Вейхай
- Яньтай
- Інкоу
- Люйшунь (Порт-Артур)
- Далянь (Дальній)

## Катастрофи
- Інцидент із корветом «Чхонан»